# Кріс Бауер
Марк Крістофер (Кріс) Бауер (англ. Mark Christopher 'Chris' Bauer; нар. 28 жовтня 1966, Лос-Анджелес, Каліфорнія) — американський актор кіно і телебачення, відомий за роллю Енді Бельфлера в драматичному телесеріалі «Реальна кров».

## Біографія
Крістофер Бауер народився в Лос-Анджелесі, штат Каліфорнія. Навчався в школі Miramonte High School в Оріндо, Каліфорнія. Брав участь у футбольному чемпіонаті Miramonte. У 1984 році закінчив школу. Потім відвідував університет в Сан-Дієго (University of San Diego), Американську академію драматичного мистецтва (American Academy of Dramatic Arts) в Нью-Йорку, а потім закінчив драматичну школу (Yale School of Drama).

## Фільмографія
- 1997 — Адвокат Диявола
- 1997 — Без обличчя
- 1999 — 8 міліметрів
- 1999 — Бездоганні
- 1999—2005 — Третя зміна (серіал, головна роль)
- 2000 — Звірофабрика
- 2009 — Загублена кімната
- 2008—2014 — Реальна кров
- 2022 — Газлайт
- 2023 — Подорожні (серіал, у ролі конгресмена Джозефа Маккарті)
- 2025 — Громовержці*
- 2025 — Ені-Бені

## Нагороди та номінації
| рік  | нагорода         | категорія                                      | робота       | результат |
| ---- | ---------------- | ---------------------------------------------- | ------------ | --------- |
| 2009 | Satellite Awards | «найкращий ансамбль в телесеріалі»             | Реальна кров | Перемога  |
| 2010 | SAG Awards       | «найкраща гра ансамблю в драматичному серіалі» | Реальна кров | Номінація |